# Verstümmelung
Verstümmelung (alternative seltenere Schreibweise: Verstümmlung) bezeichnet die als nachteilig bewertete, radikale Veränderung der Gestalt durch äußere Einwirkung. Der Begriff kann sowohl für den Vorgang wie auch für das Ergebnis stehen. Verstümmelung kann mit Verlust von Funktion oder wichtiger Bestandteile einhergehen. Der Begriff bezieht sich auf biologische Körper oder wird im übertragenen Sinn zum Beispiel auf Gegenstände oder Kommunikation angewendet.

## Etymologie
Das Wort Verstümmelung ist die Substantivierung von verstümmeln, in älterer Form verstümbeln, verstümpeln. In diesen Formen fließen die Stammworte stumm und stumpf, die sich in der Bedeutung berühren können, zusammen.

## Körperverstümmelung

### Beschreibung
Die Körperverstümmelung, auch körperliche Verstümmelung genannt, ist eine auf Dauer als einschränkend bzw. nachteilig bewertete Verletzung des biologischen, insbesondere menschlichen Körpers durch äußere Einwirkung und führt zum Verlust der körperlichen Integrität. In der Regel bezeichnet der Begriff die Beschädigung des Körpers durch Verlust eines oder mehrerer Körperteile (ohne Tötungsabsicht), als Synonym zuweilen aber auch andere Körpermodifikationen wie z. B. Deformationen. Körperverstümmelung kann Behinderung nach sich ziehen.
Beschädigt der Betroffene mutwillig den eigenen Körper, spricht man von Selbstverstümmelung.

### Körperverstümmelung als Foltermethode und Strafe
Vielfach wurde und wird körperliche Verstümmelung als Foltermethode oder zu Bestrafungszwecken eingesetzt.
Im spätrömischen Strafrecht galt die Verstümmelungsstrafe als ökonomisch und beliebt, auch weil sie die bestrafte Person stigmatisierte, ohne das Tabu der Tötung zu brechen. Das Verhängen von Leibesstrafen oblag hierbei dem Ermessen von Beamten. Die ausschweifende Anwendung der Verstümmelung veranlasste Justinian I. zu einer Novelle (134.13), in welcher der Missbrauch zwar verboten, die Strafe aber nicht abgeschafft wurde.
Das frühmittelalterliche fränkische Recht sah das Zufügen von Verstümmelungen als eine Form der Leibesstrafe vor. Verstümmelungen wurden zusätzlich zur Todesstrafe und auch als selbstständige Strafen verhängt. Meist waren es spiegelnde Strafen: so wurde dem Meineidigen die Hand abgehackt oder die Zunge herausgerissen, der Sittlichkeitsverbrecher wurde kastriert. Die spiegelnde Verstümmelungsstrafe lebte noch in der Constitutio Criminalis Carolina fort.
In der byzantinischen Ekloge (741) nahm die Verstümmelung als Strafe einen wichtigen Platz ein: das Gesetz sah bei Diebstahl, Falschmünzerei und schwerer Körperverletzung die Amputation einer Hand vor; dem Meineidigen wurde die Zunge entfernt. Die Strafe für Gotteslästerung war Blendung, Unzucht mit Tieren wurde mit Kastration bestraft, der Ehebruch mit dem Abschneiden der Nase. Auch hier lässt sich eine spiegelnde Anwendung der Strafe im Sinne der Talion beobachten. Obwohl die Verstümmelungsstrafe in offensichtlichem Widerspruch zur christlichen Moral steht, rechtfertigten einige Gelehrte sie als humanitären Akt und als Ersatz für die römisch-heidnische Todesstrafe.
Nicht als Strafe im eigentlichen Sinn wurde das Abschneiden der Nase auch angewandt, um Personen von der Kaiserwürde auszuschließen. Diese Funktion fand jedoch mit der erneuten Thronbesteigung des so verstümmelten Justinian II. ein Ende, da deren Nutzlosigkeit offensichtlich wurde.
Relativ bekannt ist das in manchen islamischen Ländern praktizierte Abhacken einer Hand bei Menschen, die eines Diebstahls für schuldig befunden wurden (siehe auch: Scharia).
Militärgerichte verhängten darüber hinaus wiederholt Verstümmelung als Strafe, beispielsweise bei den Bauernunruhen in Salzburg am Ende des Dreißigjährigen Krieges (1618–48).

### Verstümmelung als Kriegsverbrechen

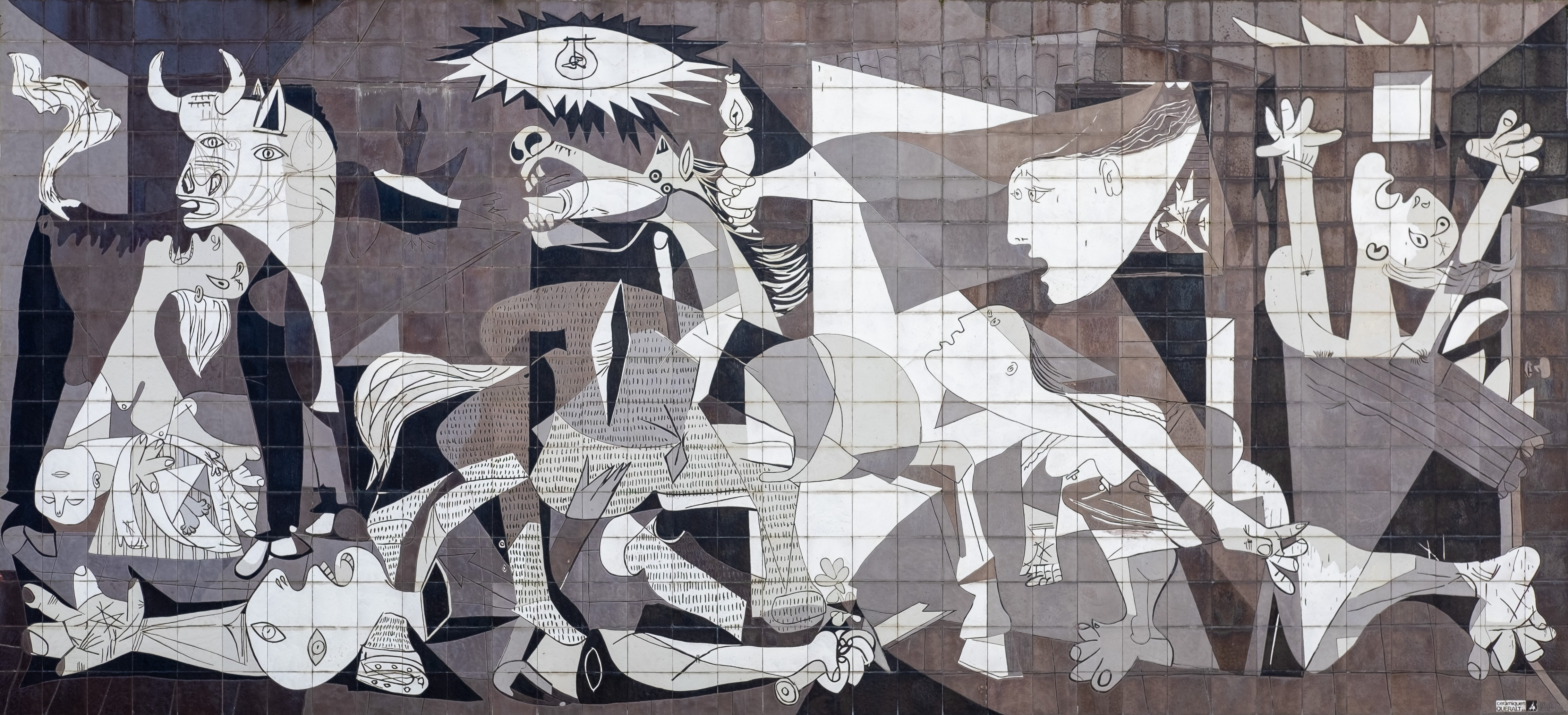
Guernica, Spanien: Kriegsgräuel auf einer Reproduktion von Picassos, Guernica von 1937

Ob und in welchen Fällen Verstümmelung als Kriegsverbrechen bewertet wird, ist nach Angaben der Vereinten Nationen, u. a. in den Genfer Konventionen, sowie dem 8. Artikel des Römischen Statut des Internationalen Strafgerichtshofs festgelegt. Der Tatbestand des Kriegsverbrechen liegt u. a. vor, wenn vorsätzlich eine schwere Beeinträchtigung der körperlichen Unversehrtheit gegen die nach dem jeweiligen Genfer Abkommen geschützten Personen oder Güter verursacht wird, sowie bei der Tötung oder Verwundung wehrloser Soldaten, die sich bereits ergeben haben.
Bis heute sind zahlreiche Fälle aus unterschiedlichen Kriegsgebieten dokumentiert (beispielhafte, unvollständige Auswahl):
- 1861–1865 Sezessionskrieg[15]
- 1936–1939: Spanischer Bürgerkrieg[16]
- 1939–1945: Zweiter Weltkrieg, diverse Kriegsparteien: siehe auch; Kriegsverbrechen der Alliierten im Zweiten Weltkrieg, Japanische Kriegsverbrechen im Zweiten Weltkrieg, Sowjetische Kriegsverbrechen im Zweiten Weltkrieg, Verbrechen der Wehrmacht
- 1992–1995: Bosnienkrieg, u. a. beim Massaker von Račak[17]
- ab 2022: Russisch-Ukrainischer Krieg[18]

### Forensische Bedeutung bei Todesfallermittlungen
Bei Auffinden verstümmelter Leichen sind zunächst das Motiv und der Zeitpunkt zu klären. Meist werden Opfer nach Eintritt des Todes defensiv verstümmelt, um die Identität zu verschleiern und/oder die Entsorgung des Leichnams zu erleichtern. Bei der nekromanischen Verstümmelung wird ein Teil der abgetrennten Körperteile (oder Haare) vom Täter mitgenommen, was Fallanalytikern Rückschlüsse auf Motive und Vorlieben des Täters ermöglicht, wobei auch das oder die verwendeten Werkzeuge bei der Ermittlung von Tätern oder Tatverdächtigen helfen können.
Darüber hinaus gibt es bestimmte Formen der nicht tödlichen bestrafenden oder kennzeichnenden Verstümmelung, die dem kriminellen Milieu zugeordnet werden, wie das sogenannte Glasgow Smile (ein beidseitiger Messerschnitt von den Mundwinkeln zu den Ohren des Opfers) oder auch Yubitsume das erzwungene Entfernen einzelner Finger, oder Fingerglieder, zum Zeichen der Abbitte bei der japanischen Yakuza.
Einige Beispiele für strafrechtlich relevante Fälle, bei denen Opfer verstümmelt wurden, nach Tatzeit:
- 1456–1462 Vlad III. Drăculea (Herrführer)
- 1536: Heinrich VIII. (König, u. a. bekannt für die Anordnung der Enthauptung seiner Ehefrau Anne Boleyn)
- ab 1817 Georg Otto Ewald von Saß (General)
- 1888: Jack the Ripper (Serienmörder)[20]
- 1969: Charles Manson (Anführer der sektenähnlichen „Manson Family“)
- 1978–1992 Jeffrey Dahmer (Serienmörder)[21]
- 1992–1999: Luis Garavito (Serienmörder)[22]
- 1994–1998: Frank Gust (Serienmörder)
- 2001: Armin Meiwes (Einzelfalltäter)

### Medienpräsenz

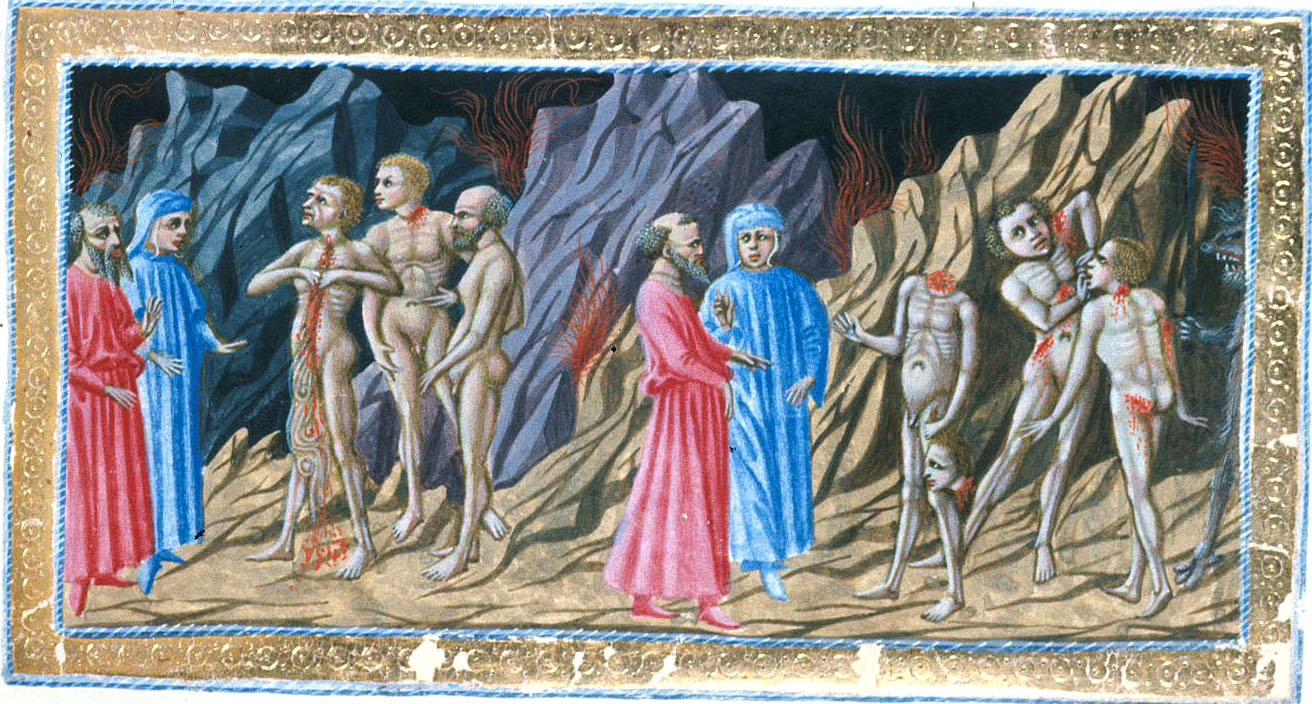
Illustration des Inferno (Hölle) aus Dantes Göttlicher Komödie

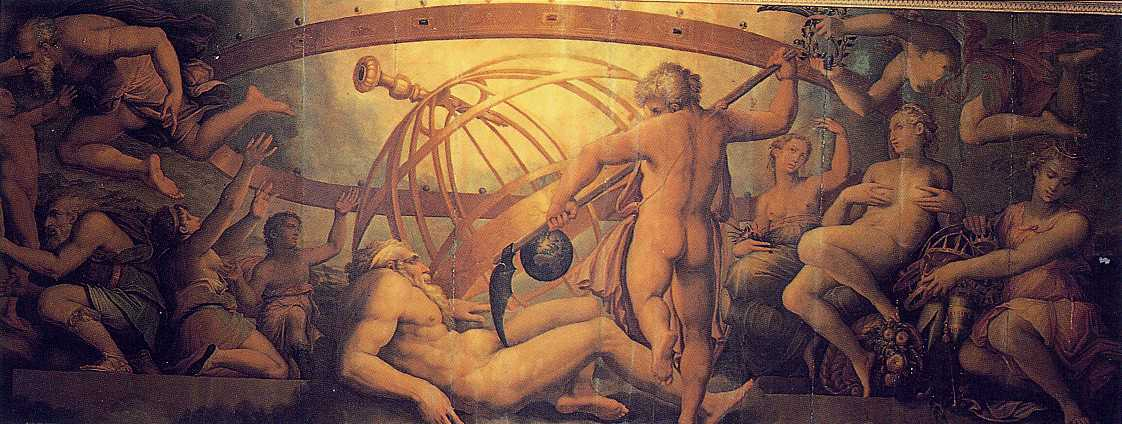
Die Verstümmelung des Uranos durch Saturn – Giorgio Vasari und Cristofano Gherardi, 16. Jahrhundert

Körperliche Verstümmelung wird schon sehr lange in Kunst und Literatur thematisiert und wurde in der Geschichtsschreibung, unter anderem im Zuge von Hinrichtungen und Bestrafung, sowie im Zuge der Hexenverfolgung schriftlich erwähnt und/oder künstlerisch dargestellt. Als Handlung oder Ergebnis ist sie darüber hinaus in zahlreichen Filmen präsent. Bei den aufgelisteten Werken handelt es sich um eine Auswahl.

#### Spielfilme, Dokumentationen und Serien
Je nach Art des Films variiert die jeweilige Form der Darstellung. Die Altersfreigabe kann bei Filmen, die leichte, nicht tödliche Formen der Verstümmelung zeigen, durchaus bei 12 Jahren liegen; Beispiele dafür sind der abgetrennte Zeh bei einer vorgetäuschen Entführung in The Big Lebowski (Ethan und Joel Coen, 1998) und der abgeschossene Arm von „Madame Eboshi“ in Prinzessin Mononoke (Hayao Miyazaki, 1997). Dagegen sind Horrorfilme, die dem Torture Porn zugerechnet werden, in der Regel frei ab 18 und waren zum Teil indiziert und gar nicht oder nur gekürzt erhältlich (z. B. Tanz der Teufel).
- 1929: Ein andalusischer Hund, Luis Buñuel, FR[27]
- 1975: Die Ritter der Kokosnuß, Terry Gilliam & Terry Jones, GB
- 1976: Im Reich der Sinne, Nagisa Ōshima, JAP/FR[27]
- 1978: Gesichter des Todes, John Alan Schwartz, USA
- 1981: Tanz der Teufel, Sam Raimi, USA[27]
- 1981: Über dem Jenseits, Lucio Fulci, IT[28]
- 1993: Boxing Helena, Jennifer Chambers Lynch, USA
- 1995: Sieben, David Fincher, USA[27]
- 2003: Kill Bill – Volume 1, Quentin Tarantino, USA[27]
- ab 2004: Saw (Filmreihe). Erster Teil: Saw, James Wan, USA/ AUS[27]
- 2005: Modify, Jason Gary & Greg Jacobson, Thema: Körpermodifikation
- ab 2006: Dexter, Fernsehserie, USA, 1. Staffel: ab Oktober 2006
- 2009: Stadt der Gewalt, Yakuza-Film von Derek Yee, Hongkong[29]
- 2010–2016: Akame ga Kill!, Fantasy-Anime-Serie, JAP
- 2012: American Mary, Jen und Sylvia Soska, CAN
- 2012: Tödliches Spiel – Would You Rather?, David Guy Levy, USA[28]
- 2018: The House That Jack Built, Lars von Trier, DK, SE, FR, D
- 2020: Demon Slayer: Kimetsu no Yaiba – The Movie: Mugen Train, Haruo Sotozaki, JAP[28]